# John Connolly (scrittore)
John Connolly (Dublino, 31 maggio 1968) è uno scrittore irlandese di thriller: i suoi libri sono stati tradotti in varie lingue.
Ha lavorato come giornalista per The Irish Times e ha iniziato una fortunata carriera di scrittore narrando le indagini di un ex detective della Polizia di New York, Charlie Parker, detto Bird come il famoso sassofonista jazz, che si trasferisce come investigatore privato nello stato del Maine in cui gran parte delle avventure viene ambientata. Le storie sono collegate fra loro, è quindi consigliabile leggerle seguendo l'ordine di pubblicazione. Fuori dal ciclo di Charlie Parker ha pubblicato Nocturnes, un'antologia di racconti, una storia ambientata nel Maine in cui Charlie Parker fa solo una rapida apparizione (Bad men) e  Il libro delle cose perdute (The book of lost things), una sorta di racconto psicologico in cui affronta l'universo della psiche infantile e dei traumi legati alle tragedie familiari che colpiscono il protagonista. In Italia i suoi libri sono editi da Rizzoli, Salani e Fanucci, in parte tradotti da Stefano Bortolussi.

## Opere

### Romanzi con Charlie Parker
1. Tutto ciò che muore (Every Dead Thing, 1999) Rizzoli, 2000 - ISBN 88-17-86475-7
2. Il ciclo delle stagioni (Dark Hollow, 2000) Rizzoli, 2001 - ISBN 88-17-86787-X
3. Gente che uccide (The Killing Kind, 2001) Rizzoli, 2002 - ISBN 88-17-87010-2
4. Palude (The White Road, 2002) Rizzoli, 2003 - ISBN 88-17-87231-8
5. L'angelo delle ossa (The Black Angel, 2005) Rizzoli, 2006 - ISBN 88-17-01401-X
6. Anime morte (The Unquiet, 2007), Rizzoli, 2008 - ISBN 978-88-17-02175-3
7. The Reapers (2008) - inedito in Italia
8. Gli amanti (The Lovers, 2009), Rizzoli, 2010 - ISBN 8817037621
9. I tre demoni (The Whisperers), 2010, TimeCrime ed., 2013 - ISBN 9788866880578
10. Un'anima che brucia (The Bourning Soul, 2011), - TimeCrime ed., 2015 - ISBN 9788866882367
11. La rabbia degli angeli (The Wrath of Angels, 2012), TimeCrime ed., 2014 - ISBN 9788866881520
12. Il lupo in inverno (The Wolf in Winter, 2014), TimeCrime ed., 2016 - ISBN 8866882968
13. La canzone delle ombre (A Song of Shadows 2015), TimeCrime ed. 2017 - ISBN 9788866883166
14. Un tempo per soffrire (A Time of Torment, 2016) - TimeCrime ed. 2018 -  ISBN 9788866883456
15. Un gioco di fantasmi (A Game of Ghosts, 2017) - TimeCrime ed. 2019 - ISBN 9788834737590
16. La donna nel bosco (The woman in the Woods, 2018) - TimeCrime ed.2020 - ISBN 9788866883920
17. Il libro di ossa (A Book of Bones, 2019) - TimeCrime ed.2021 - ISBN 9788866884415
18. Sporco Sud (The Dirty South, 2020) - TimeCrime ed. 2023 - ISBN 9788866885504 - cronologicamente nella storia di Parker dovrebbe essere messo come prequel
19. I senza nome (The Nameless Ones - 2021) - TimeCrime ed.2024 - ISBN 886688586X
20. Furia omicida (The Furies - 2022) - TimeCrime ed. 2025 ISBN 8866886491
21. The Instruments of Darkness (2024) - inedito in Italia
22. The Children of Eve (2025) - inedito in Italia

### Racconti con Charlie Parker
- The Reflecting Eye, in "Nocturnes"" (2004) - raccolta inedita in Italia

### Romanzi con Samuel Johnson
- Le porte dell'Inferno si sono aperte (The Gates, 2009) Salani, 2010 ISBN 978-88-62-56238-6
- Hell's Bells (2011) - inedito in Italia
- The Creeps (2014) - inedito in Italia

### Altri romanzi
- Bad Men (2003) - inedito in Italia
- Il Libro delle cose perdute (The Book of Lost Things) (2006) Rizzoli, 2008 ISBN 978-88-17-02475-4
- The Wanderer in Unknown Realms (2013)- inedito in Italia
- La terra delle cose perdute (The land of lost things) (2006) Fanucci, 2024 ISBN 978-8834744864

### Chronicles of Invaders
(serie scritta in collaborazione con Jennifer Ridyard)
- Conquest (2014) - inedito in Italia
- Empire (2014) - inedito in Italia
- Dominion (2015) - inedito in Italia

### I racconti
- Nocturnes (2004) - inedito in Italia
- Night Music - Nocturnes vol.2 (ottobre 2015) - inedito in Italia
- La Biblioteca privata e Fondo Caxton (The Caxton Lending Library & Book Depository, 2018), TimeCrime, 2022

### Altre opere
- Books to die for (a cura di John Connolly, con Declan Burke)[2], Hodder & Stoughton (Uk) e Atria/Emily Bestler Books (USA), 2012

## Progetti cinematografici
Da un racconto di John Connolly compreso nella raccolta Nocturnes (2004) è stata parzialmente tratta la sceneggiatura del film The New Daughter, prodotto dalla Anchor Bay Films e dalla Gold Circle Films.